# Michala Banas
Michala Elizabeth Laurinda Banas (nascida em 14 de novembro de 1978) é uma atriz e cantora neozelandesa, que atualmente reside na Austrália, Michala divide seu tempo trabalhando entre Melbourne e Los Angeles. 

## Vida e carreira
Nasceu em Wellington, Nova Zelândia, ela estrelou em seu primeiro anúncio com apenas 18 meses de idade. 
Seu filme de estréia foi feito quando ela tinha apenas cinco anos de idade, na Nova Zelândia o filme  Dangerous Orphans. Sua estreia na tv foi como Louisa na minissérie Mirror, Mirror em 1995.
A partir de 2001, Banas atuou como Marissa Taylor em Always Greener, em 2002, teve um pequeno papel na adaptação para o cinema de Scooby-Doo.
Banas é uma excelente cantora, e em 2003 lançou um single, "Kissin' The Wind",  no top 30 no Australian Recording Industry Association singles chart.
Em 2004, Banas se juntou ao elenco de as Filhas de McLeod como a personagem  Kate Manfredi, a melhar amiga de Jodi Fountain McLeod. Ela interpretou Kate a partir dos episódios 88 a 170, quando ela fez uma pequena pausa e retornou mais tarde no episódio 177. Foi anunciado, em 2007,que ela iria deixar  o elenco As Filhas de McLeod em sua última temporada. O último episódio de Banas foi exibido no início de dezembro de 2008..
A partir de 11 de novembro de 2008, Banas apareceu no papel de Libby Kennedy na novela australiana Neighbours por um período de cinco semanas depois de Kym Valentine ter sido forçado a fazer uma pausa temporária devido à doença.

Em 2009, Banas substituiu Jo Stanley, da Fox FM no The Matt e Jo Show, enquanto Stanley estava em licença de maternidade. Nesse mesmo ano, viu sua estreia na turnê nacional australiana do musical da Broadway Avenida Q, desempenhando as papéis de "Kate Monster" e "Lucy the Slut". Banas foi uma das três celebridades da Proactiv Solution na Austrália e Nova Zelândia.
Banas teve um papel convidado como Tiffany Turner na série de drama Winners & Losers, e um papel de coadjuvante no drama teen da ABC3 Nowhere Boys como Phoebe. Em 2013, Banas estrelou a série de comédia da ABC, Upper Middle Bogan como Amber Wheeler. A série durou três temporadas.

## Filmografia
| Ano  | Título                                       | Papel          | Notas          |
| ---- | -------------------------------------------- | -------------- | -------------- |
| 1985 | Dangerous Orphans                            | Anna           | —              |
| 2002 | Scooby-Doo                                   | Carol          | —              |
| 2003 | Ned                                          | Muffy          | —              |
| 2010 | Colours of Home, TheThe Colours of Home      | Karen          | Curta-metragem |
| 2016 | Garotos de Lugar Nenhum: O Livro das Sombras | Phoebe Hartley | —              |

| Ano           | Título                          | Papel            | Notas                                                          |
| ------------- | ------------------------------- | ---------------- | -------------------------------------------------------------- |
| 1995          | Mirror, Mirror                  | Louisa Iredale   | 20 episódios                                                   |
| 1998          | State Coroner                   | Zoe Martin       | Episódio: "Days of Reckoning" Episódio: "Days of Reckoning II" |
| 1999          | Murder Call                     | Kylie McDonald   | Episódio: "Cut & Dried"                                        |
| 1999          | Flipper                         | Karen            | Episódio: "Spring Break"                                       |
| 1999          | Blue Heelers                    | Tara Bruckner    | Episódio: "Winning at All Costs"                               |
| 2000          | Blue Heelers                    | Michaela Brady   | Episódio: "Leg Work"                                           |
| 2000          | The Lost World                  | Renata           | Episódio: "Unnatural Selection"                                |
| 2000–01       | Round the Twist                 | Ariel            | 11 Episódios                                                   |
| 2000–01       | Something in the Air            | Angela O'Connor  | 11 Episódios                                                   |
| 2001          | BeastMaster                     | Loriel           | Episódio: "Mydoro"                                             |
| 2001          | The Saddle Club                 | Shoshonna Green  | Episódio: "Star Quality"                                       |
| 2001–03       | Always Greener                  | Marissa Taylor   | 50 Episódios                                                   |
| 2004–08       | McLeod's Daughters              | Kate Manfredi    | 119 Episódios                                                  |
| 2008          | The Mansion                     | Megan McKean     | Episódio: "1.12"                                               |
| 2008          | Neighbours                      | Libby Kennedy    | 23 Episódios                                                   |
| 2011–2016     | Winners & Losers                | Tiffany Turner   | 16 Episódios                                                   |
| 2012          | Beaconsfield                    | Caroline Russell | Episódio: "1.1" Episódio: "1.2"                                |
| 2013–presente | Upper Middle Bogan              | Amber Wheeler    | Protagonista                                                   |
| 2014          | Have You Been Paying Attention? | Herself/Panelist | Temporada "3", Episódios: "13", "15" & "17"                    |
| 2013–16       | Nowhere Boys                    | Phoebe Hartley   | Coadjuvante                                                    |
| 2015          | Miss Fisher's Murder Mysteries  | Enid             | Temporada: "3", Episódio "6"s                                  |